# Місто Благодарний
Місто Благодарний — міське поселення в складі Благодарненского району Ставропольського краю Російської Федерації. Єдиний населений пункт — місто Благодарний.

## Географія
Знаходиться в центральній частині Благодарненського району.

## Населення
Національний склад
За підсумками перепису населення 2010 року, в населеному пункті проживали такі національності (національності менше 1 %, див. У виносці до рядка «Інші»)
| Національність | чисельність | відсоток |
| -------------- | ----------- | -------- |
| Росіяни        | 26 817      | 81,95    |
| Цигани         | 2437        | 7,45     |
| Вірмени        | 1181        | 3,61     |
| Турки          | 582         | 1,78     |
| Інші           | 1708        | 5,22     |
| Разом          | 32 725      | 100,00   |

## Адміністративний устрій
Город Благодарний утворює однойменне міське поселення.

## Місцеве самоврядування
Рада муніципальної освіти складається з 22 депутатів, що обираються на муніципальних виборах в одномандатних виборчих округах.
Голови Ради
- Савон Анатолій Іванович

Адміністрація міського поселення
Глави адміністрації
- 2011—2015 — Світлана Анатоліївна Лобкарева[3]
- с 2015 года — Дмитро Олександрович Тормосов, глава міста[4]

## Інфраструктура
- Розважальний центр «Фенікс»[5]
- Межпоселенська централізована бібліотечна система[6]
- Історико-краєзнавчий музей імені Петра Федоровича Грибцова[7]
- Стадіон «Колос»[8]
- Центральна районна лікарня[9]
- Будинок-інтернат для пристарілих та інвалідів[10]

## Освіта
- 9 дитячих садків
- 4 середні школи
- Дитяча школа мистецтв[11]
- Дитячо-юнацька спортивна школа[12]
- Будинок дитячої творчості[13]
- Центр додаткової освіти дітей[14]
- Дитячий оздоровчо-освітній (профільний) центр «Факел»[15]
- Дитячий будинок (змішаний) № 16 імені М. Н. Покровського[16]
- Соціально-реабілітаційний центр для неповнолітніх «Гармонія»[17]
- Агротехнічний технікум[18]

## Підприємства
- АТ «Металіст»
- АТ «Хлебопьок»
- АТ «Лакта»
- ВАТ «Благодарненський Елеватор»
- АТ «Агропродукт».
- ЗАТ «Ресурс» філія МПК «Благодарнєнський»
- ТОВ «СтавропольРегіонГаз»

## Транспорт
Через поселення проходить автодорога Р266 (Світлоград — Будьонновськ) і залізниця Світлоград — Будьонновськ.

## ЗМІ
- Пункт віщання Цифрового ефірного телебачення[19]

## Руська православна церква
- Церква Олександра Невського
- Храм новомучеників і сповідників Російських[20]

## Спорт
- Футбольна команда «Колос». Учасниця Першості Ставропольського краю з футболу[21]

## Люди, пов'язані з поселенням
- Євдокія Карабут (1913—1982) — радянський льотчик, командир 46-го гвардійського нічного бомбардувального полку, єдина жінка, нагороджена орденом Суворова, випускниця Благодарненской середньої школи № 1
- Петровський Борис Васильович (1908—2004) — міністр охорони здоров'я СРСР, проживав у місті Город Благодарний в 1908—1916 роках

## Пам'ятники
- Будинок в якому містився до 1921 повітовий комітет РКП(б)[22]
- Будівля, де знаходився штаб ЧОНовского загону, багато років працював районний виконком ради народних депутатів[23]